# 倪乐雄
倪乐雄（1956年12月—），上海人。中国地缘政治学及战略学家、军事专家。曾为上海政法学院国际事务与公共管理系教授、 华东理工大学战争文化研究所所长、上海师范大学人文与传播学院国际问题研究所所长。他和张文木被认为是美国战略家阿尔弗雷德·塞耶·马汉（Alfred Thayer Mahan）海权理论在中国的主要倡导者。著有《战争与文化传统》《文明转型与海权：从陆权走向海权的历史必然》等书。 2006年3月2日进入上海政法学院工作。